# Alberto Mario Marcucci
Alberto Mario Marcucci (Rieti, 30 ottobre 1887 – ...) è stato un politico e avvocato italiano.

## Biografia
Laureato in giurisprudenza, intraprese la professione di avvocato. Fu primo cittadino di Rieti dal 1923 al 1934, prima come sindaco e dal 1926 come podestà.
Nel suo lungo mandato l'aspetto di Rieti venne alquanto mutato: al centro della città furono costruiti il nuovo Palazzo delle Poste ed il centrale albergo Quattro Stagioni; i giardini di Palazzo Vincentini furono aperti al pubblico; cominciò l'espansione della città fuori dalla cinta muraria, a Madonna del Cuore con il villaggio operaio e fuori Porta Cintia con le palazzine dell'INCIS e la scuola elementare G. Marconi; infine ebbero luogo un'ampia serie di restauri al patrimonio architettonico cittadino, portati avanti dall'ispettore onorario ai monumenti e agli scavi Francesco Palmegiani, anche grazie alla positiva collaborazione con il vescovo Massimo Rinaldi. Rieti acquisì inoltre una maggiore importanza politica: venne elevata a capoluogo di provincia e il territorio comunale vide l'annessione di vari comuni adiacenti. Marcucci, che sostenne di aver trovato Rieti «una città al buio», si vantava di averla resa «un po' meno paese ed un po' più città».
Nel 1924, insieme al principe Ludovico Spada Veralli Potenziani, fu protagonista delle trattative con il barone Alberto Fassini che, grazie alla concessione di sgravi e facilitazioni varie da parte del Comune, portarono all'impiantazione a Rieti dello stabilimento tessile noto come Supertessile (successivamente SNIA Viscosa), prima grande industria di Rieti dopo lo zuccherificio.
Insieme al presidente del CAI Angelo Manaresi ed allo stesso Benito Mussolini, Marcucci fu sostenitore dello sfruttamento turistico del Monte Terminillo e protagonista dell'attuazione di questo progetto. Nel 1933 lo stesso Mussolini gli ordinò la costruzione di una strada per il Terminillo; la strada fu completata nel 1938, ma a questo scopo Marcucci dovette distogliere molti dei fondi destinati alla bonifica della Piana Reatina e fu per questo molto criticato dai cittadini.
Fu deputato alla Camera dall'aprile del 1929 all'agosto del 1943, nelle legislature XXVIII, XXIX, XXX. Nel 1980 gli è stato dedicato un largo nel quartiere Micioccoli di Rieti, mentre nel 2006 la giunta Emili, nell'abitato di Pian de' Valli del Monte Terminillo, gli dedica una via (l'ex via dei Licheni) insieme ad altre dedicate a pionieri della montagna.